# Batalla de Vellica
La Batalla de Vellica se disputó en el año 25 a. C., en el marco de las guerras cántabras, entre los cántabros pobladores de la zona y varias legiones romanas comandadas por el emperador César Augusto. Su ubicación más aceptada se encuentra en una llanura junto al Monte Cildá, en Olleros de Pisuerga (Palencia).

## Localización
Cildá fue habitado por los cántabros desde el siglo I a. C. Fue Claudio Ptolomeo el primero en mencionar Vellika entre los pueblos cántabros.
Importantes autores, como Schulten, García Guinea e Iglesias Gil han situado en Monte Cildá la ciudad de Vellica. También según Joaquín González Echegaray esta ciudad correspondería con la fortificación de Monte Cildá, «donde apareció una inscripción que cita al clan de los Vellicum», y que «tuvo que ser conquistada por los romanos al penetrar desde el sur, después del castro de Peña Amaya y antes de Monte Bernorio».
Igualmente se ha sugerido que Vellica y Bergida son la misma ciudad, con diferentes interpretaciones. Otra opción aceptada es la de que la ciudad se encontraba en el llano contiguo (Mave) y el castro era un puesto defensivo.

## La batalla
En el siglo I a. C., el Imperio romano comenzó su asalto definitivo a los territorios dominados por cántabros y astures, llevado a cabo en persona por el emperador César Augusto, las denominadas guerras cántabras.
Según las narraciones de Floro y Orosio, a los pies de Vellica, en el llano, se desarrolló en el año 25-26 a. C. una monumental batalla entre romanos y cántabros que culminó con la toma de la ciudad, en la que intervino el propio emperador. Posiblemente este emplazamiento se refiera a la llanada de Mave, que es donde otros historiadores sitúan la batalla. A diferencia de otros enfrentamientos, en esta ocasión los cántabros decidieron enfrentarse al enemigo en campo abierto, quizás por carecer de armas y víveres para resistir el asedio del castro.
Esta conquista fue llevada a cabo por la poderosa Legio IIII Macedonica, establecida en Segisama Iulia (actual Sasamón) como antesala del asalto al Castro de Monte Bernorio, cuyo asedio, en función de los vestigios hallados, guarda algunas diferencias con el de Cildá. Es posible que también interviniera en la batalla, dada su envergadura, la Legio IX Hispana. A la conquista de la ciudad siguió su destrucción por parte de las fuerzas romanas.